# 2012-es Formula–1 európai nagydíj
Az európai nagydíj volt a 2012-es Formula–1 világbajnokság nyolcadik futama, amelyet 2012. június 22. és június 24. között rendeztek meg a spanyolországi Valencia Street Circuit-ön, Valenciában.

## Szabadedzések

### Első szabadedzés
Az európai nagydíj első szabadedzését június 22-én, pénteken délelőtt tartották.
| helyezés | versenyző          | csapat/motor         | elért idő | különbség | futott kör |
| -------- | ------------------ | -------------------- | --------- | --------- | ---------- |
| 1        | Pastor Maldonado   | Williams-Renault     | 1:40,890  | −         | 22         |
| 2        | Sebastian Vettel   | Red Bull-Renault     | 1:40,973  | +0,083    | 21         |
| 3        | Mark Webber        | Red Bull-Renault     | 1:40,984  | +0,094    | 19         |
| 4        | Jenson Button      | McLaren-Mercedes     | 1:40,994  | +0,104    | 19         |
| 5        | Fernando Alonso    | Ferrari              | 1:41,065  | +0,175    | 26         |
| 6        | Paul di Resta      | Force India-Mercedes | 1:41,105  | +0,215    | 15         |
| 7        | Michael Schumacher | Mercedes             | 1:41,117  | +0,227    | 22         |
| 8        | Lewis Hamilton     | McLaren-Mercedes     | 1:41,158  | +0,268    | 18         |
| 9        | Nico Rosberg       | Mercedes             | 1:41,182  | +0,292    | 21         |
| 10       | Kimi Räikkönen     | Lotus-Renault        | 1:41,620  | +0,730    | 22         |
| 11       | Romain Grosjean    | Lotus-Renault        | 1:41,784  | +0,894    | 15         |
| 12       | Kobajasi Kamui     | Sauber-Ferrari       | 1:41,838  | +0,948    | 19         |
| 13       | Sergio Pérez       | Sauber-Ferrari       | 1:41,861  | +0,971    | 16         |
| 14       | Felipe Massa       | Ferrari              | 1:42,109  | +1,219    | 20         |
| 15       | Jules Bianchi      | Force India-Mercedes | 1:42,175  | +1,285    | 21         |
| 16       | Valtteri Bottas    | Williams-Renault     | 1:42,299  | +1,409    | 24         |
| 17       | Heikki Kovalainen  | Caterham-Renault     | 1:42,442  | +1,552    | 26         |
| 18       | Jean-Éric Vergne   | Toro Rosso-Ferrari   | 1:42,758  | +1,868    | 27         |
| 19       | Daniel Ricciardo   | Toro Rosso-Ferrari   | 1:42,777  | +1,887    | 28         |
| 20       | Vitalij Petrov     | Caterham-Renault     | 1:43,209  | +2,319    | 19         |
| 21       | Charles Pic        | Marussia-Cosworth    | 1:44,173  | +3,283    | 19         |
| 22       | Pedro de la Rosa   | HRT-Cosworth         | 1:44,996  | +4,106    | 15         |
| 23       | Narain Karthikeyan | HRT-Cosworth         | 1:45,120  | +4,230    | 23         |
| 24       | Timo Glock         | Marussia-Cosworth    | 1:45,338  | +4,448    | 7          |

### Második szabadedzés
Az európai nagydíj második szabadedzését június 22-én, pénteken délután tartották.
| helyezés | versenyző          | csapat/motor         | elért idő | különbség | futott kör |
| -------- | ------------------ | -------------------- | --------- | --------- | ---------- |
| 1        | Sebastian Vettel   | Red Bull-Renault     | 1:39,334  | −         | 33         |
| 2        | Nico Hülkenberg    | Force India-Mercedes | 1:39,465  | +0,131    | 32         |
| 3        | Kobajasi Kamui     | Sauber-Ferrari       | 1:39,595  | +0,261    | 20         |
| 4        | Michael Schumacher | Mercedes             | 1:39,601  | +0,267    | 27         |
| 5        | Bruno Senna        | Williams-Renault     | 1:39,644  | +0,310    | 34         |
| 6        | Paul di Resta      | Force India-Mercedes | 1:39,700  | +0,366    | 32         |
| 7        | Fernando Alonso    | Ferrari              | 1:39,733  | +0,399    | 34         |
| 8        | Romain Grosjean    | Lotus-Renault        | 1:39,868  | +0,534    | 33         |
| 9        | Mark Webber        | Red Bull-Renault     | 1:39,901  | +0,567    | 30         |
| 10       | Nico Rosberg       | Mercedes             | 1:39,926  | +0,592    | 32         |
| 11       | Kimi Räikkönen     | Lotus-Renault        | 1:39,945  | +0,611    | 34         |
| 12       | Jenson Button      | McLaren-Mercedes     | 1:39,990  | +0,656    | 33         |
| 13       | Pastor Maldonado   | Williams-Renault     | 1:40,075  | +0,741    | 29         |
| 14       | Lewis Hamilton     | McLaren-Mercedes     | 1:40,147  | +0,813    | 25         |
| 15       | Felipe Massa       | Ferrari              | 1:40,244  | +0,910    | 35         |
| 16       | Sergio Pérez       | Sauber-Ferrari       | 1:40,511  | +1,177    | 29         |
| 17       | Vitalij Petrov     | Caterham-Renault     | 1:40,963  | +1,629    | 20         |
| 18       | Daniel Ricciardo   | Toro Rosso-Ferrari   | 1:41,121  | +1,787    | 32         |
| 19       | Heikki Kovalainen  | Caterham-Renault     | 1:41,197  | +1,863    | 38         |
| 20       | Jean-Éric Vergne   | Toro Rosso-Ferrari   | 1:41,263  | +1,929    | 29         |
| 21       | Timo Glock         | Marussia-Cosworth    | 1:42,424  | +3,090    | 21         |
| 22       | Charles Pic        | Marussia-Cosworth    | 1:42,958  | +3,624    | 30         |
| 23       | Narain Karthikeyan | HRT-Cosworth         | 1:44,201  | +4,867    | 33         |
| 24       | Pedro de la Rosa   | HRT-Cosworth         | 1:44,260  | +4,926    | 12         |

### Harmadik szabadedzés
Az európai nagydíj harmadik szabadedzését június 23-án, szombaton délelőtt tartották.
| helyezés | versenyző          | csapat/motor         | elért idő | különbség | futott kör |
| -------- | ------------------ | -------------------- | --------- | --------- | ---------- |
| 1        | Jenson Button      | McLaren-Mercedes     | 1:38,562  | −         | 17         |
| 2        | Romain Grosjean    | Lotus-Renault        | 1:38,655  | +0,093    | 18         |
| 3        | Kimi Räikkönen     | Lotus-Renault        | 1:38,759  | +0,197    | 18         |
| 4        | Nico Hülkenberg    | Force India-Mercedes | 1:38,819  | +0,257    | 17         |
| 5        | Paul di Resta      | Force India-Mercedes | 1:38,892  | +0,330    | 17         |
| 6        | Sergio Pérez       | Sauber-Ferrari       | 1:39,084  | + 0,522   | 20         |
| 7        | Michael Schumacher | Mercedes             | 1:39,141  | +0,579    | 15         |
| 8        | Lewis Hamilton     | McLaren-Mercedes     | 1:39,178  | +0,616    | 17         |
| 9        | Felipe Massa       | Ferrari              | 1:39,318  | +0,756    | 15         |
| 10       | Pastor Maldonado   | Williams-Renault     | 1:39,357  | +0,795    | 18         |
| 11       | Kobajasi Kamui     | Sauber-Ferrari       | 1:39,358  | +0,796    | 19         |
| 12       | Fernando Alonso    | Ferrari              | 1:39,395  | +0,833    | 15         |
| 13       | Sebastian Vettel   | Red Bull-Renault     | 1:39,434  | +0,872    | 13         |
| 14       | Bruno Senna        | Williams-Renault     | 1:39,543  | +0,981    | 13         |
| 15       | Nico Rosberg       | Mercedes             | 1:39,946  | +1,384    | 20         |
| 16       | Jean-Éric Vergne   | Toro Rosso-Ferrari   | 1:40,037  | +1,475    | 17         |
| 17       | Daniel Ricciardo   | Toro Rosso-Ferrari   | 1:40,134  | +1,572    | 20         |
| 18       | Heikki Kovalainen  | Caterham-Renault     | 1:40,681  | +2,119    | 15         |
| 19       | Mark Webber        | Red Bull-Renault     | 1:41,282  | + 2,720   | 4          |
| 20       | Vitalij Petrov     | Caterham-Renault     | 1:41,931  | +3,369    | 15         |
| 21       | Pedro de la Rosa   | HRT-Cosworth         | 1:42,758  | +4,196    | 14         |
| 22       | Charles Pic        | Marussia-Cosworth    | 1:42,815  | +4,253    | 16         |
| 23       | Narain Karthikeyan | HRT-Cosworth         | 1:42,943  | +4,381    | 14         |
| 24       | Timo Glock         | Marussia-Cosworth    | 1:43,124  | +4,562    | 16         |

## Időmérő edzés
Az európai nagydíj időmérő edzését június 23-án, szombaton futották.
| helyezés                               | rajtszám | versenyző          | csapat/motor         | 1. rész    | 2. rész  | 3. rész  | rajthely |
| -------------------------------------- | -------- | ------------------ | -------------------- | ---------- | -------- | -------- | -------- |
| 1                                      | 1        | Sebastian Vettel   | Red Bull-Renault     | 1:39,626   | 1:38,530 | 1:38,086 | 1        |
| 2                                      | 4        | Lewis Hamilton     | McLaren-Mercedes     | 1:39,169   | 1:38,616 | 1:38,410 | 2        |
| 3                                      | 18       | Pastor Maldonado   | Williams-Renault     | 1:38,825   | 1:38,570 | 1:38,475 | 3        |
| 4                                      | 10       | Romain Grosjean    | Lotus-Renault        | 1:39,530   | 1:38,489 | 1:38,505 | 4        |
| 5                                      | 9        | Kimi Räikkönen     | Lotus-Renault        | 1:39,464   | 1:38,531 | 1:38,513 | 5        |
| 6                                      | 8        | Nico Rosberg       | Mercedes             | 1:39,061   | 1:38,504 | 1:38,623 | 6        |
| 7                                      | 14       | Kobajasi Kamui     | Sauber-Ferrari       | 1:39,651   | 1:38,703 | 1:38,741 | 7        |
| 8                                      | 12       | Nico Hülkenberg    | Force India-Mercedes | 1:39,009   | 1:38,689 | 1:38,752 | 8        |
| 9                                      | 3        | Jenson Button      | McLaren-Mercedes     | 1:39,622   | 1:38,563 | 1:38,801 | 9        |
| 10                                     | 11       | Paul di Resta      | Force India-Mercedes | 1:38,858   | 1:38,519 | 1:38,992 | 10       |
| 11                                     | 5        | Fernando Alonso    | Ferrari              | 1:39,409   | 1:38,707 |          | 11       |
| 12                                     | 7        | Michael Schumacher | Mercedes             | 1:39,447   | 1:38,770 |          | 12       |
| 13                                     | 6        | Felipe Massa       | Ferrari              | 1:39,388   | 1:38,780 |          | 13       |
| 14                                     | 19       | Bruno Senna        | Williams-Renault     | 1:39,449   | 1:39,207 |          | 14       |
| 15                                     | 15       | Sergio Pérez       | Sauber-Ferrari       | 1:39,353   | 1:39,358 |          | 15       |
| 16                                     | 20       | Heikki Kovalainen  | Caterham-Renault     | 1:40,087   | 1:40,295 |          | 16       |
| 17                                     | 16       | Daniel Ricciardo   | Toro Rosso-Ferrari   | 1:39,924   | 1:40,358 |          | 17       |
| 18                                     | 17       | Jean-Éric Vergne   | Toro Rosso-Ferrari   | 1:40,203   |          |          | 18       |
| 19                                     | 2        | Mark Webber        | Red Bull-Renault     | 1:40,395   |          |          | 19       |
| 20                                     | 21       | Vitalij Petrov     | Caterham-Renault     | 1:40,457   |          |          | 20       |
| 21                                     | 22       | Pedro de la Rosa   | HRT-Cosworth         | 1:42,171   |          |          | 21       |
| 22                                     | 23       | Narain Karthikeyan | HRT-Cosworth         | 1:42,527   |          |          | 22       |
| 23                                     | 25       | Charles Pic        | Marussia-Cosworth    | 1:42,675   |          |          | 23       |
| Nem érték el a 107%-os időt (1:45,742) |          |                    |                      |            |          |          |          |
|                                        | 24       | Timo Glock         | Marussia-Cosworth    | idő nélkül |          |          | 24*      |

- Timo Glock nem vett részt az időmérő edzésen, ennek ellenére megkapta a rajtengedélyt, ám orvosi javaslatára kihagyta a futamot.

## Futam
Az európai nagydíj futama június 24-én, vasárnap rajtolt.
| helyezés | rajtszám | versenyző          | csapat/motor         | futott kör | idő/kiesés oka | rajthely | pont |
| -------- | -------- | ------------------ | -------------------- | ---------- | -------------- | -------- | ---- |
| 1        | 5        | Fernando Alonso    | Ferrari              | 57         | 1:44:16,449    | 11       | 25   |
| 2        | 9        | Kimi Räikkönen     | Lotus-Renault        | 57         | +6,421         | 5        | 18   |
| 3        | 7        | Michael Schumacher | Mercedes             | 57         | +12,639        | 12       | 15   |
| 4        | 2        | Mark Webber        | Red Bull-Renault     | 57         | +13,628        | 19       | 12   |
| 5        | 12       | Nico Hülkenberg    | Force India-Mercedes | 57         | +19,993        | 8        | 10   |
| 6        | 8        | Nico Rosberg       | Mercedes             | 57         | +21,176        | 6        | 8    |
| 7        | 11       | Paul di Resta      | Force India-Mercedes | 57         | +22,866        | 10       | 6    |
| 8        | 3        | Jenson Button      | McLaren-Mercedes     | 57         | +24,653        | 9        | 4    |
| 9        | 15       | Sergio Pérez       | Sauber-Ferrari       | 57         | +27,777        | 15       | 2    |
| 10       | 19       | Bruno Senna        | Williams-Renault     | 57         | +35,961        | 14       | 1    |
| 11       | 16       | Daniel Ricciardo   | Toro Rosso-Ferrari   | 57         | +37,041        | 17       | 0    |
| 12       | 18       | Pastor Maldonado   | Williams-Renault     | 57         | +54,653        | 3        | 0    |
| 13       | 21       | Vitalij Petrov     | Caterham-Renault     | 57         | +1:15,871      | 20       | 0    |
| 14       | 20       | Heikki Kovalainen  | Caterham-Renault     | 57         | +1:34,654      | 16       | 0    |
| 15       | 25       | Charles Pic        | Marussia-Cosworth    | 57         | +1:36,551      | 23       | 0    |
| 16       | 6        | Felipe Massa       | Ferrari              | 56         | +1 kör         | 13       | 0    |
| 17       | 22       | Pedro de la Rosa   | HRT-Cosworth         | 56         | +1 kör         | 21       | 0    |
| 18       | 23       | Narain Karthikeyan | HRT-Cosworth         | 56         | +1 kör         | 22       | 0    |
| 19†      | 4        | Lewis Hamilton     | McLaren-Mercedes     | 55         | baleset        | 2        | 0    |
| ki       | 10       | Romain Grosjean    | Lotus-Renault        | 40         | generátor      | 4        | 0    |
| ki       | 1        | Sebastian Vettel   | Red Bull-Renault     | 33         | generátor      | 1        | 0    |
| ki       | 14       | Kobajasi Kamui     | Sauber-Ferrari       | 33         | baleset        | 7        | 0    |
| ki       | 17       | Jean-Éric Vergne   | Toro Rosso-Ferrari   | 26         | baleset        | 18       | 0    |
| ni       | 24       | Timo Glock         | Marussia-Cosworth    | 0          | nem indult     | 24       | 0    |
| Forrás:  |          |                    |                      |            |                |          |      |

## A világbajnokság állása a verseny után
| H   | Versenyzők       | Pont | H   | Konstruktőrök        | Pont |
| --- | ---------------- | ---- | --- | -------------------- | ---- |
| 1.  | Fernando Alonso  | 111  | 1.  | Red Bull-Renault     | 176  |
| 2.  | Mark Webber      | 91   | 2.  | McLaren-Mercedes     | 137  |
| 3.  | Lewis Hamilton   | 88   | 3.  | Lotus-Renault        | 126  |
| 4.  | Sebastian Vettel | 85   | 4.  | Ferrari              | 122  |
| 5.  | Nico Rosberg     | 75   | 5.  | Mercedes             | 92   |
| 6.  | Kimi Räikkönen   | 73   | 6.  | Sauber-Ferrari       | 60   |
| 7.  | Romain Grosjean  | 53   | 7.  | Williams-Renault     | 45   |
| 8.  | Jenson Button    | 49   | 8.  | Force India-Mercedes | 44   |
| 9.  | Sergio Pérez     | 39   | 9.  | STR-Ferrari          | 6    |
| 10. | Pastor Maldonado | 29   | 10. | Caterham-Renault     | 0    |

(A teljes táblázat)

## Statisztikák
Versenyben vezettek:
- Sebastian Vettel: 33 kör (1-33)
- Fernando Alonso: 23 kör (34-57)

- Fernando Alonso 29. győzelme
- A Scuderia Ferrari 218. győzelme
- Sebastian Vettel 33. pole pozíciója

- Kimi Räikkönen visszatérése óta harmadszor állt dobogóra.
- Michael Schumacher visszatérése óta először állt dobogóra.
- Fernando Alonso 77., Kimi Räikkönen 65., Michael Schumacher 155. dobogós helyezése.
- Fernando Alonso az első olyan pilóta aki kétszer tudott nyerni ebben a szezonban.
- Fernando Alonso megnyerte hazai versenyét a 11. pozícióból indulva.